# بان تجاو

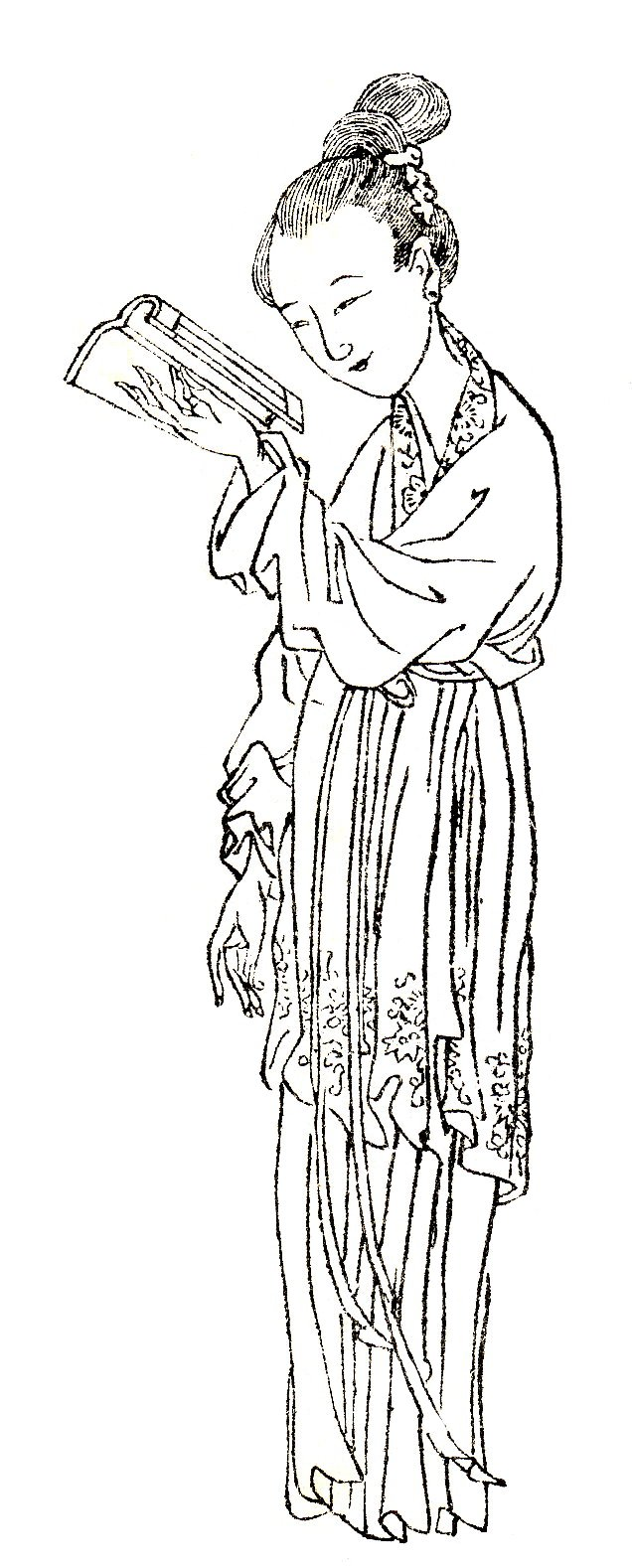
بان تجاو

تٌعد بان تجاو ابنة بان تشاو، والأخت الصغرى لبان جو و بان تشاو. حظيت أسرتها بمكانة مرموقة في عصر أسرة هان، حيث أن والدها كان كاتباً عظيماً آنذاك. فهو من بدأ في كتابة كتاب هان، ومن ثم أكمُله أخوها الأكبر. بعد ذلك، وافت أختها الكبري بان جو المنية. وأكمل أخيها الأصغر بان تشاو الكتاب بعد وفاة أخيه الكبير. ومن الجدير بالذكر أن هذا الكتاب يُعد بمثابة أول كتاب يحكى تاريخ الصين.
بان تجاو هي أول مؤرخة صينية، وكان أخيها بان تشاو محارباً شهيراً، ذهب إلى الغرب ولم يستطع العودة لوطنه، علمتالإمبرطور خا إمبراطور مملكة هان دروساً جديدة، وأثرت كتابات بان تجاو بصدقها على الإمبراطور مما جعله يأمر بعودة أخيها للوطن.